# Zip Zip
A Zip Zip francia televíziós 2D-s számítógépes animációs sorozat, amelynek alkotói Aurore Damant és Anne Ozannat voltak. A GO-N Productions készítette, a Go-N International forgalmazta. Franciaországban 2015. március 23-ától a France 3 vetítette, Magyarországon 2015. október 20-ától a Megamax sugározta.

## Szereplők
| Szereplő | Eredeti hang     | Magyar hang   |
| --- | ---------------- | ------------- |
| Washington | Gauthier Battoue | Szabó Máté    |
| A róka, Sam legjobb barátja. Egy kutyajelmezben álcázza magát Livingstonéknál. Ő tartja össze a kis csapatot, de a legtöbbször a többiek is segítenek a mindennapos problémák leküzdésében.                                                       |                  |               |
| Sam | Benoît Dupac     | Bordás János  |
| A vaddisznó, Washington legjobb barátja. Ő egy kövér házi macskának álcázza magát. Imád vicces dolgokat csinálni barátjával. Mióta Livingstonéknál laknak a város többi állatával is egész jól kijön, ugyanis nagyon barátságos vaddisznó létére. |                  |               |
| Victoria | Diane Dassigny   | Dögei Éva     |
| A szürke szőrű, fekete szemű, ciklámen nyakörves házi macska. Kezdetben nem volt oda az új lakókért. Később azonban egészen megszerette Washingtonékat.                                                                                           |                  |               |
| Mrs. Livingstone | Natacha Muller   | Götz Anna     |
| Ő Mr. Livingston felesége, mikor hazajönnek egy kis távollét után mindig köszöntik kedvenceiket. |                  |               |
| Mr. Livingstone | Nessym Guetat    | Seder Gábor   |
| Victoria és a jelmezes állatok gazdája. Sok vicces helyzetbe kerül feleségével a sorozat alatt. |                  |               |
| Eugenie | Camille Donda    | Szabó Zselyke |
| Sam kishúga, Suzie legjobb barátja. Egy nyúlként álcázza magát. Ő és Suzie mindig valami izgalmas dolgon töri a fejét. Ezekből az ötletekből általában valami veszélyes kaland lesz, melyből a többiek mentik ki őket.                            |                  |               |
| Suzie | Charlyne Pestel  | Hermann Lilla |
| A fekete rigó, Eugenie legjobb barátja. Egy kanári jelmezben álcázza magát. |                  |               |
| Nugget | Annabelle Roux   | ?             |
| A szomszéd egyik kövér macskája, őrülten szerelmes Washingtonba. |                  |               |
| Fluffy | Leslie Lipkins   | ?             |
| A szomszéd másik kövér macskája, Nugget-tel ellentétben utálja Washingtont. |                  |               |
| Mitch | Bruno Magne      | Albert Péter  |
| A barnamedve, Washington és Sam régi ellensége. A sorozat folyamán sokszor felbukkan, egyszer még Livingstonék házánál is. |                  |               |
| Állatorvos | Bruno Magne      | ?             |
| |                  |               |
| Alvarez | N/A              | ?             |
| |                  |               |
| Fang | N/A              | ?             |
| |                  |               |
| Gracie Apleeton | N/A              | ?             |
| |                  |               |
| Alphie Apleeton | N/A              | ?             |
| |                  |               |

## Epizódok
1. Pápá fürdés (Bye Bye Bathtime)
2. Farok probléma (A Tail to Tell)
3. Washington elszabadult (Washington Gone Wild)
4. Beépült betolakodó (Undercover Bother)
5. Cukorfalat (The Unsuitables)
6. Földalatti búvóhely (No Good Dig Goes Unpunished)
7. Házirobot (A.I.)
8. Állati buli (Party Animals)
9. Végtelen hajsza (The Dot that Cannot Be Caught)
10. Zivatar (Rained In)
11. Sam illatfelhője (Sweet and Sour Sam)
12. Ki az ágyból! (Master Bedroom)
13. Filmmánia (GoofTube)
14. A betegség (Sick as a (Fox Dressed like a) Dog)
15. Találkozás Mitchel (Meet Mitch)
16. Üdv a kutyaházban! (Welcome to the Doghouse)
17. Mosdószellem (Toilet Break)
18. A rókaember éjszakája (Night of the WereFox)
19. Gitáros hős (Guitar Hero)
20. Farokcsóválás (Tail that Wags)
21. Éjféli vadállat (Midnight Growler)
22. Trüffel (Truffle Trouble)
23. Barát vagy ellenség ((Un)Natural Enemies)
24. A vadon zenéje (The Wild Side)
25. Bátorságpróba (Dare to be Wild)
26. Levelezés (Going Postal)
27. Nyári vakáció (August Fur-Low)
28. Varázslatos vadmalac (Boar to be Wild)
29. Gracie és Alphie látogatása (Gracie & Alphie Come to Play)
30. Kutyakiállítás (Show Dog)
31. Hozd vissza! (Fetch!)
32. Házőrző Wash (Watchdog Wash)
33. Rövid póráz (A Short Term Leash)
34. Dzsungelből dzsungelbe (Welcome to the Jungle)
35. Állati karnevál (Animal Carnival)
36. Rókaszerelem (Foxy Lady)
37. Tyúkjuk hátán (A Hole in One...Too Many)
38. Hőskutya (Hero Dog)
39. Kutyaévek (Dog Years)
40. Mackótestvér (Un-Bear-able)
41. Szomszédharc 1. rész (Neighborhood Challenge, Part 1)
42. Szomszédharc 2. rész (Neighborhood Challenge, Part 2)
43. Újdonság (Just Like New)
44. Vadálom (The Wildest Dream)
45. Tyúkos látogató (Pride Cometh Before the Fowl)
46. L. bácsi és a nagy utazás (Mr. L's Big Trip)
47. Álarcos róka (Masked Fox)
48. A mi kis titkunk (Our Little Secret)
49. Kutyának lenni a legjobb (Dogs Have More Fun)
50. Eugenie repül (When Pigs Fly)
51. A rémálom takaró (Blanket Nightmare)
52. Samanta (The Sam Trap)